# Suddivisioni dell'Italia
Le suddivisioni amministrative dell'Italia, secondo l'articolo 114 della Costituzione della Repubblica Italiana, sono costituite dai comuni, dalle province, dalle città metropolitane, dalle regioni e dallo Stato.
Le regioni costituiscono enti territoriali mentre città metropolitane, province e comuni sono invece enti locali.

## Regioni
Le regioni italiane sono 20. Secondo l'articolo 116 della Costituzione, cinque di esse (Friuli-Venezia Giulia, Sardegna, Sicilia, Trentino-Alto Adige e Valle d'Aosta) sono a statuto speciale e godono perciò di particolare autonomia per ragioni geografiche, storiche o linguistiche.

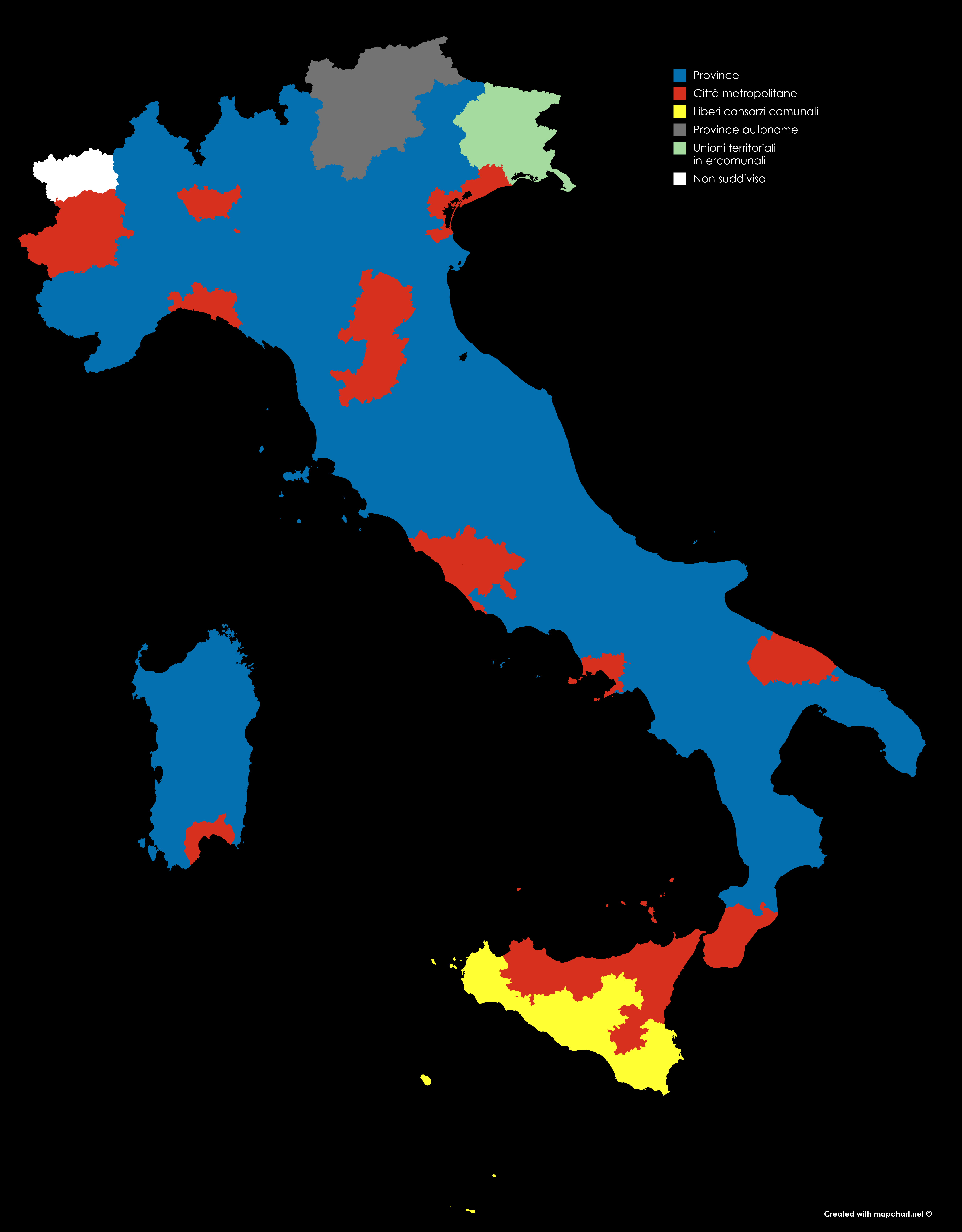
Suddivisioni amministrative subregionali italiane: in blu le province, in rosso le città metropolitane, in grigio le province autonome del Trentino-Alto Adige, in giallo i liberi consorzi comunali della Sicilia e in verde le ex province del Friuli-Venezia Giulia. La Valle d'Aosta, in bianco, non ha suddivisioni di secondo livello

## Aree territoriali di secondo livello
Le province, secondo la Costituzione, costituiscono la suddivisione amministrativa di secondo livello ma non sono l'unica suddivisione immediatamente inferiore alla regione, in quanto vi sono altre entità amministrative o statistiche di pari livello. In totale sono 106, di cui:
- 79 province attive;
- 15 città metropolitane;
- 6 liberi consorzi comunali della Sicilia;
- 4 unità territoriali non amministrative[1] (ex province del Friuli-Venezia Giulia, sostituite in alcuni compiti dagli EDR);
- 2 province autonome del Trentino-Alto Adige.

## Comuni
Alla data del 22 gennaio 2024 i comuni italiani sono 7.896. I comuni costituiscono il terzo livello della divisione amministrativa del Paese. Quelli più importanti sotto il profilo storico e amministrativo hanno il titolo di città.
I comuni più grandi possono essere ulteriormente suddivisi in unità più piccole: le frazioni e le circoscrizioni, chiamate anche municipi, municipalità, zone di decentramento, quartieri o rioni. Inoltre, due o più comuni contigui, se di piccole dimensioni, possono associarsi e costituire un'Unione di comuni alla quale demandare l'esercizio congiunto di funzioni o servizi di loro competenza.